# Sternocera dasypleuros
Sternocera dasypleuros är en skalbaggsart som beskrevs av Vincenz Kollar 1844. Sternocera dasypleuros ingår i släktet Sternocera och familjen praktbaggar. Inga underarter finns listade i Catalogue of Life.